# اندرو باینم
اندرو لی باینم (به انگلیسی: Andrew Lee Bynum) (زاده۲۷ اکتبر ۱۹۸۷) بسکتبالیست حرفه‌ای آمریکایی، در پست سنتر برای تیم فیلادلفیا سونتی سیکسرز است. او در سن ۱۷ سالگی وارد ان بی ای شد که رکورد جوان‌ترین بازیکن تاریخ NBA که قبلاً کوبی برایانت بود را شکست و در سال‌های ۲۰۰۹ و ۲۰۱۰ به همراه تیم لیکرز عنوان قهرمانی لیگ NBA را بدست آورد. او از همان سال‌های اولیه دچار مصدومیت‌های سنگین از ناحیه زانو شد که تا سال ۲۰۱۴ توانست تحمل کند و در لیگ حضور داشته باشد. اما در سال ۲۰۱۴ در سن ۲۷ سالگی از دنیای بسکتبال خداحافظی کرد.

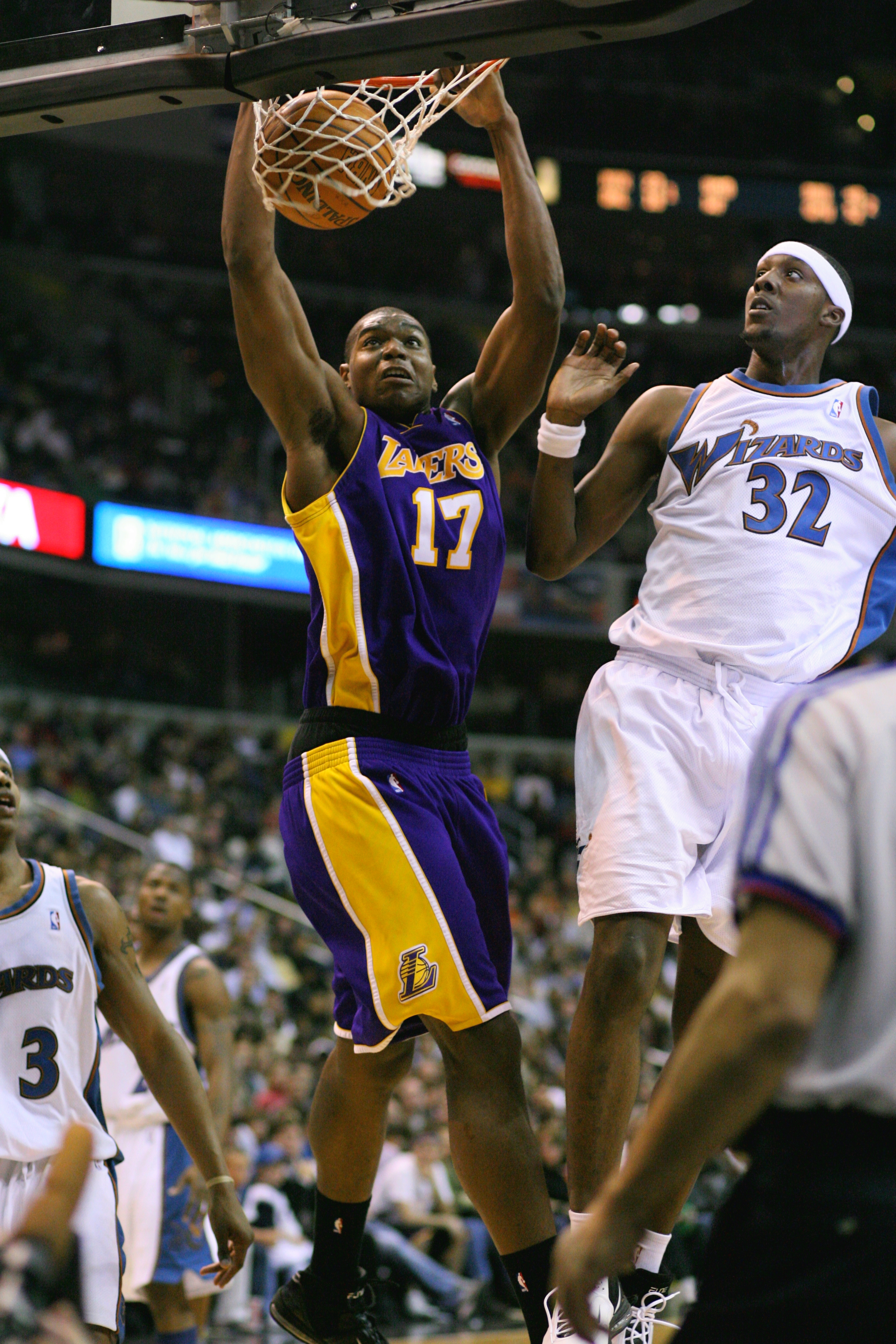